# 베벌리 엘리어트
베벌리 엘리엇(Beverley Elliott, 1953년 1월 1일 ~ )은 캐나다의 배우, 작곡가 겸 작사가이다.

## 출연 작품
- 고독 (2017, Never Steady, Never Still)
- 네버 스테디, 네버 스틸 (2015년)
- 하퍼의 섬 (2009년)
- 2012 (2009년)
- 홈 바이 크리스마스 (2006년)
- 청바지 돌려입기 (2005년)
- 워킹 톨 (2004년)
- 뱅, 뱅, 넌 죽었다 (2002년) - 피메일 커스터머 역
- 네고시에이터 (2001년)
- 제3의 눈 (1995년)
- 스노우바운드 (1994년)
- 크러쉬 (1993년) - 텍스 머피 역
- 용서받지 못한 자 (1992년) - 실키 역
- 두 얼굴의 탐정 (1989년)
- 애정의 한계 (1987년)

### 텔레비전
- 원스 어폰 어 타임 (2011-18)